# Gary Teichmann
Pas d'image ? Cliquez ici

a Compétitions nationales et continentales officielles uniquement.

b Matchs officiels uniquement.
Gary Hamilton Teichmann, né le 9 janvier 1967 à Gwelo en Rhodésie (aujourd'hui Zimbabwe), est un joueur de rugby à XV sud-africain évoluant au poste de troisième ligne centre.

## Carrière
Né en Rhodésie, il est nommé très tôt capitaine de sa province du Natal, province qu'il conduit à la victoire en Currie Cup en 1992, 1995 et 1996, avec deux finales en 1993 et 1999. Toujours avec le Natal, il termine finaliste du Super 10 en 1994, compétition qui est l'ancêtre du Super 12. Dans cette compétition, il atteint la finale en 1998 avec les  Sharks, province principalement construite autour du Natal. Au cours de sa carrière, il aura représenté le Natal ou les Sharks à 144 reprises.
Après une participation à une tournée en Argentine en 1993, puis en 1994 dans les îles Britanniques, il joue son premier test pour les Boks en 1995 contre les Gallois à l'Ellis Park de Johannesburg. Après seulement six matchs avec les Springboks, il en devient le capitaine. Il assurera ce rôle de capitaine à 36 reprises, pour 27 victoires. Durant cette période, les Springboks du sélectionneur Nick Mallett sous la direction de Teichmann, réalise une série record de 17 victoires consécutives, dont la victoire dans le tri-nations 1998. Cette série s'achève en décembre 1998 à Twickenham contre les Anglais.
Jugé hors de forme par le sélectionneur Nick Mallett, il est privé de la coupe du monde 1999. Cette éviction fait l'objet d'une controverse nationale. Cela met un terme à une série record de 39 matchs consécutifs avec les Boks, série qui constitue encore le record sud-africain. Il ne rejouera avec les Boks qu'après le départ de Mallett en 2000. En 1999, il s'expatrie en Europe rejoignant le club gallois de Newport. En 2001, il annonce son retrait du monde du rugby.

## Palmarès
- Vainqueur du Tri-nations en 1998
- Finale du Super 12 1998
- Finale du Super 10 1994
- Currie Cup 1992, 1995, 1996
- Finaliste de la Currie Cup en 1993, 1999